# An Byong-jun
An Byong-jun (안병준?, 安柄俊?; Kokubunji, 22 maggio 1990) è un ex calciatore nordcoreano, di ruolo attaccante.

## Statistiche

### Cronologia presenze e reti in nazionale
| Cronologia completa delle presenze e delle reti in nazionale ― Corea del Nord | Cronologia completa delle presenze e delle reti in nazionale ― Corea del Nord | Cronologia completa delle presenze e delle reti in nazionale ― Corea del Nord | Cronologia completa delle presenze e delle reti in nazionale ― Corea del Nord | Cronologia completa delle presenze e delle reti in nazionale ― Corea del Nord | Cronologia completa delle presenze e delle reti in nazionale ― Corea del Nord | Cronologia completa delle presenze e delle reti in nazionale ― Corea del Nord | Cronologia completa delle presenze e delle reti in nazionale ― Corea del Nord |
| Data                                                                          | Città                                                                         | In casa                                                                       | Risultato                                                                     | Ospiti                                                                        | Competizione                                                                  | Reti                                                                          | Note                                                                          |
| ----------------------------------------------------------------------------- | ----------------------------------------------------------------------------- | ----------------------------------------------------------------------------- | ----------------------------------------------------------------------------- | ----------------------------------------------------------------------------- | ----------------------------------------------------------------------------- | ----------------------------------------------------------------------------- | ----------------------------------------------------------------------------- |
| 26-3-2011                                                                     | Sharja                                                                        | Iraq                                                                          | 2 – 0                                                                         | Corea del Nord                                                                | Amichevole                                                                    | -                                                                             | 46’                                                                           |
| 9-4-2011                                                                      | Katmandu                                                                      | Nepal                                                                         | 0 – 1                                                                         | Corea del Nord                                                                | Qual. AFC Challenge Cup 2012                                                  | -                                                                             | 40’                                                                           |
| 11-6-2015                                                                     | Doha                                                                          | Yemen                                                                         | 0 – 3                                                                         | Corea del Nord                                                                | Qual. Mondiali 2018                                                           | -                                                                             | 78’                                                                           |
| 16-6-2015                                                                     | Pyongyang                                                                     | Corea del Nord                                                                | 4 – 2                                                                         | Uzbekistan                                                                    | Qual. Mondiali 2018                                                           | -                                                                             | 75’                                                                           |
| 3-9-2015                                                                      | Riffa                                                                         | Bahrein                                                                       | 0 – 1                                                                         | Corea del Nord                                                                | Qual. Mondiali 2018                                                           | -                                                                             | 58’                                                                           |
| 8-10-2015                                                                     | Pyongyang                                                                     | Corea del Nord                                                                | 0 – 0                                                                         | Filippine                                                                     | Qual. Mondiali 2018                                                           | -                                                                             | 46’                                                                           |
| 13-10-2015                                                                    | Pyongyang                                                                     | Corea del Nord                                                                | 1 – 0                                                                         | Yemen                                                                         | Qual. Mondiali 2018                                                           | -                                                                             | 44’                                                                           |
| 12-11-2015                                                                    | Tashkent                                                                      | Uzbekistan                                                                    | 3 – 1                                                                         | Corea del Nord                                                                | Qual. Mondiali 2018                                                           | -                                                                             | 35’                                                                           |
| 9-12-2017                                                                     | Chōfu                                                                         | Giappone                                                                      | 1 – 0                                                                         | Corea del Nord                                                                | EAFF E-1 Football Championship 2017                                           | -                                                                             | 77’                                                                           |
| 12-12-2017                                                                    | Chōfu                                                                         | Corea del Nord                                                                | 0 – 1                                                                         | Corea del Sud                                                                 | EAFF E-1 Football Championship 2017                                           | -                                                                             | 73’                                                                           |
| 16-12-2017                                                                    | Chōfu                                                                         | Cina                                                                          | 1 – 1                                                                         | Corea del Nord                                                                | EAFF E-1 Football Championship 2017                                           | -                                                                             | 61’ 89’                                                                       |
| Totale                                                                        |                                                                               | Presenze                                                                      | 11                                                                            |                                                                               | Reti                                                                          | 0                                                                             |                                                                               |